# Bonne, Haute-Savoie
Bonne  là một xã trong tỉnh Haute-Savoie thuộc vùng Rhône-Alpes đông nam Pháp.